# Micropterix calthella

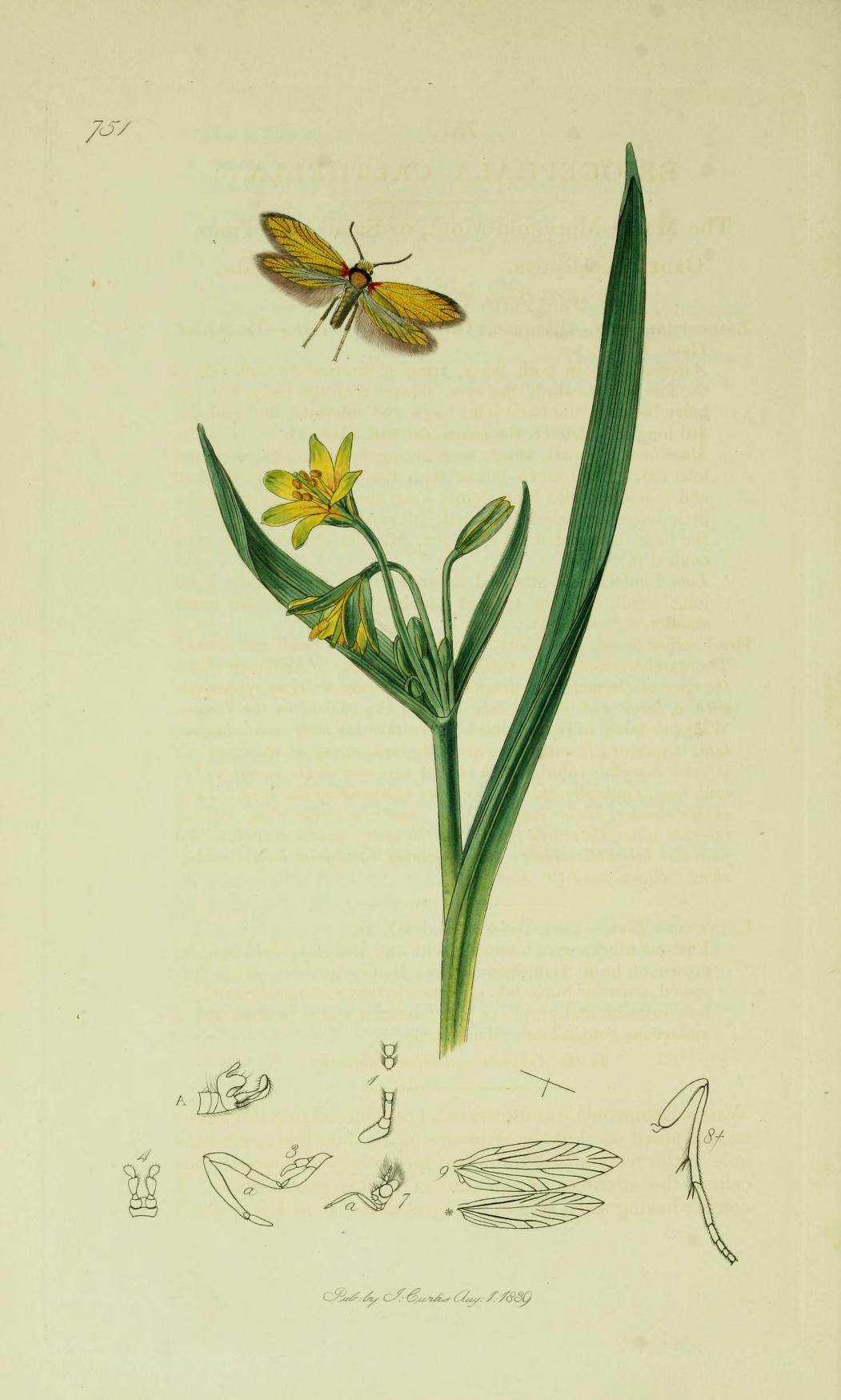
Il·lustració de John Curtis a la British Entomology

Micropterix calthella és una espècie d'arna de la família Micropterigidae. Va ser descrita per Carl von Linné (Linnaeus) l'any 1761.
Es pot trobar en hàbitats humits arreu d'Europa (excepte el sud) i es distribueix també cap a l'est de la Sibèria central.
Té una envergadura força petita, de fins a 4.6 mm de longitud. Posseeix també unes ales anteriors amb unes bases morades distintives. S'alimenta d'adult de grans de pol·len d'una ampla varietat de plantes com Acer, Ajuga, Caltha, Cardamine, Carex, Crataegus, Mercurialis i Ranunculus.